# Réserve de biosphère de l'île de Principe
La réserve de biosphère de l’île de Principe, créée en 2012, est une réserve de biosphère située sur l’île de Principe à Sao Tomé et Principe.

## Territoire
Couvrant une superficie de 71 592,56 hectares, elle inclut la totalité de l’île de Principe, ainsi que tous ses îlots : Bom Bom, Boné do Jóquei, Mosteiros, Santana et Pedra da Galé, les îles Tinhosas.
On distingue trois zones, qui comprennent chacune une partie terrestre et une partie marine :
- Zone centrale : 17 242,37 ha
- Zone tampon : 11 769,92 ha
- Zone de transition : 42 580,27 ha[1]

## Environnement
Alors que le nord de l’île ne dépasse pas une altitude moyenne, la moitié sud est plus montagneuse, avec plusieurs pics phonolithiques culminant entre 500 et 948 mètres et des restes de forêt primaire tropicale.
Ce territoire présente un grand intérêt pour la préservation de la biodiversité à l’échelle de la planète, notamment pour la reproduction des tortues marines, des oiseaux de mer et des cétacés, ainsi que les récifs coralliens. Les espèces endémiques y sont nombreuses.

Espèces d’oiseaux endémiques de Principe.
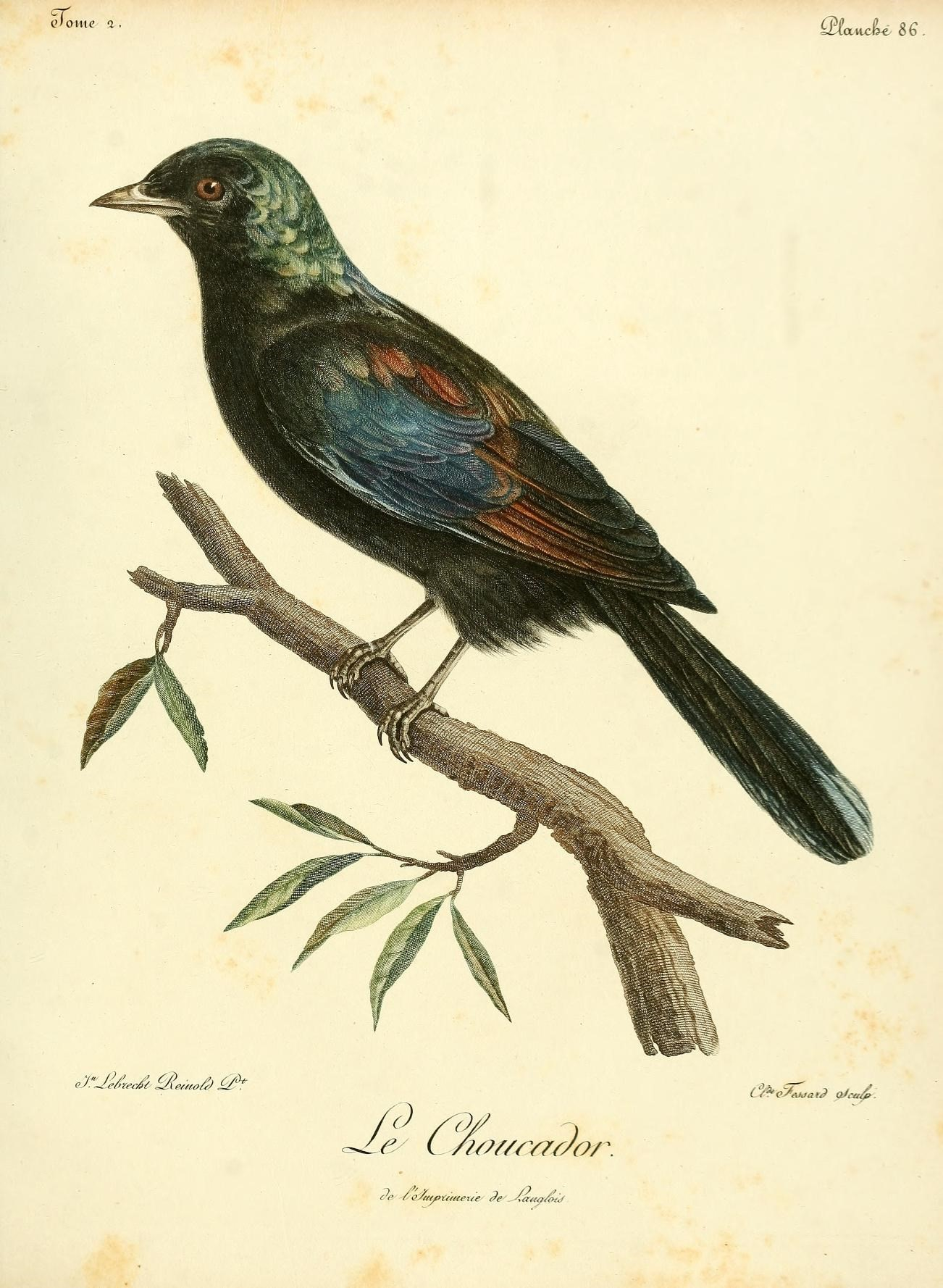
Choucador de Principé.
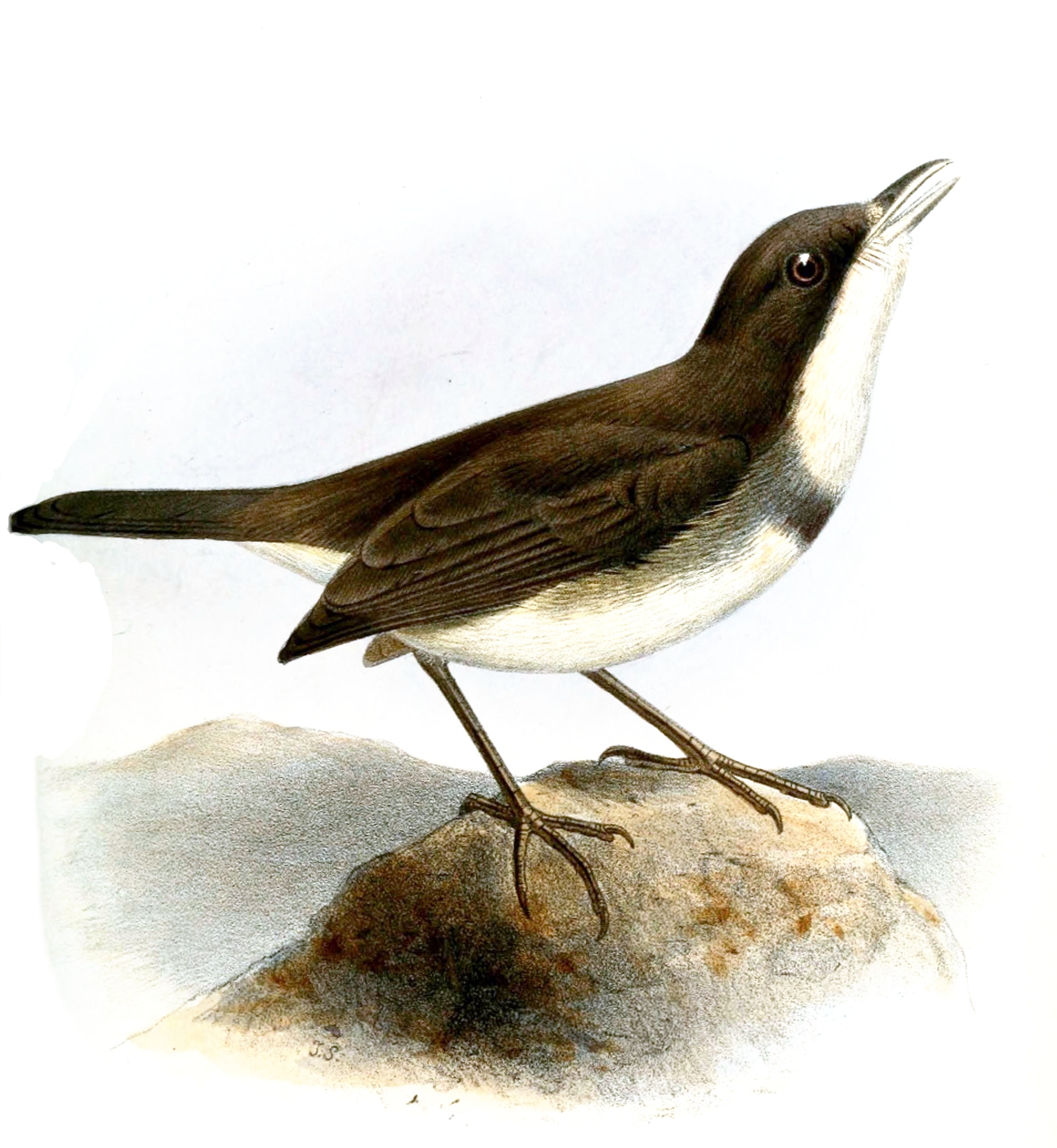
Horizorin de Dohrn.
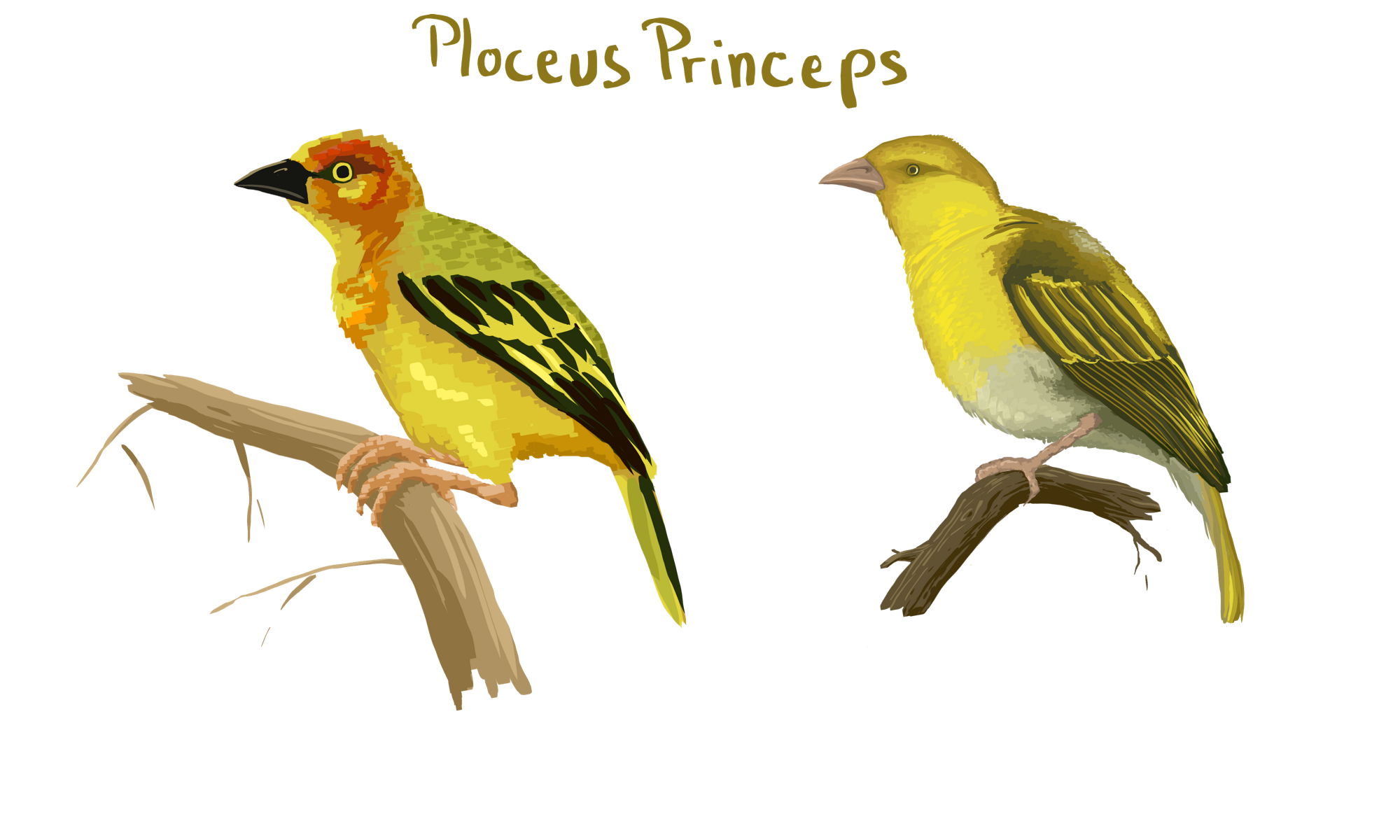
Tisserin de Principé.
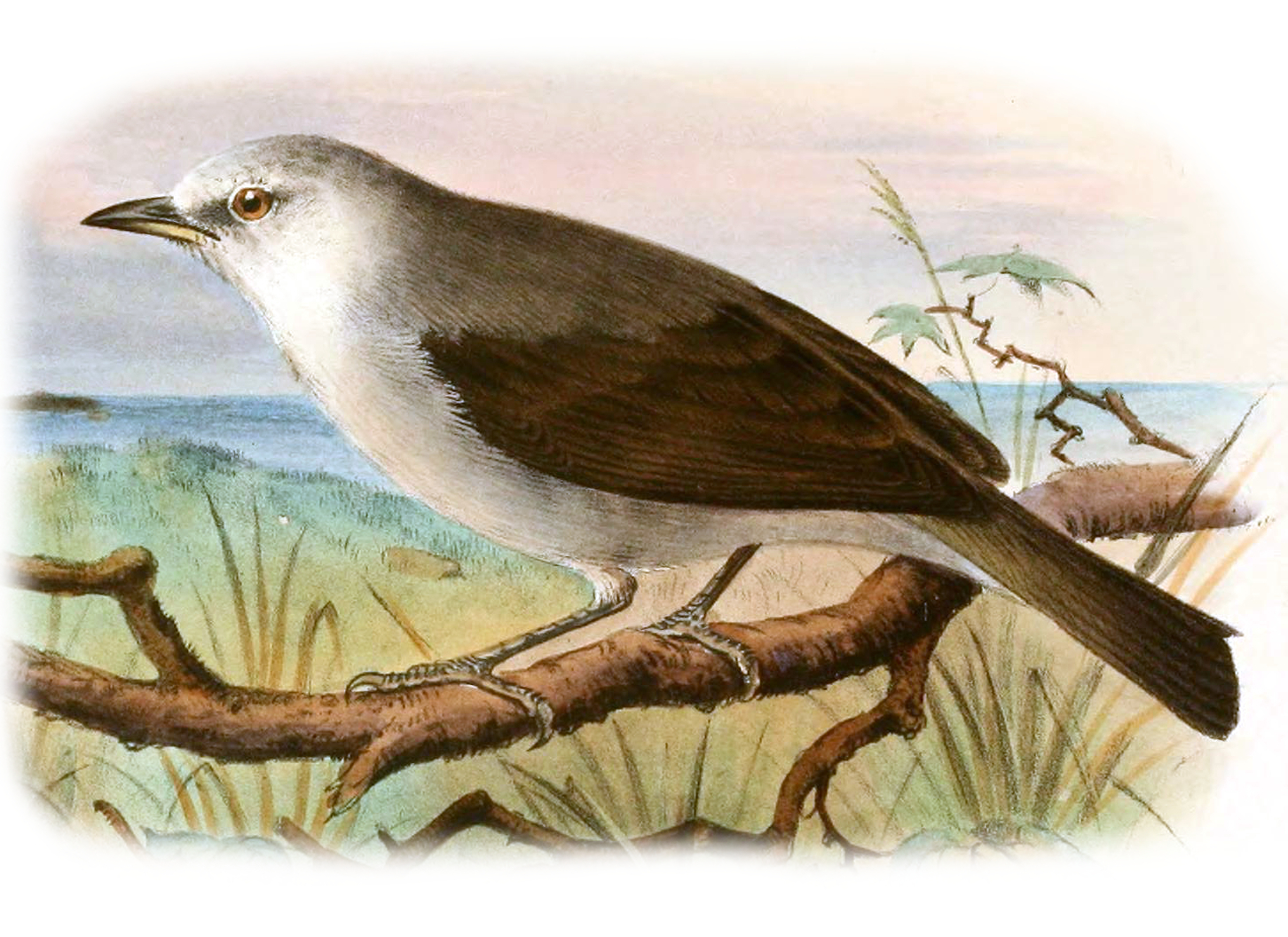
Zostérops de Principé.

## Population et activités
En 2012 on y a dénombré 6 737 habitants qui vivent tous dans la zone tampon. Aucun des îlots n’est habité.
Les ressources locales proviennent surtout d’activités de subsistance, telles que l’agriculture (cacao, café et coprah) et la pêche. Le tourisme commence à s’y développer, principalement à Santo Antonio et sur l’îlot Bom Bom.

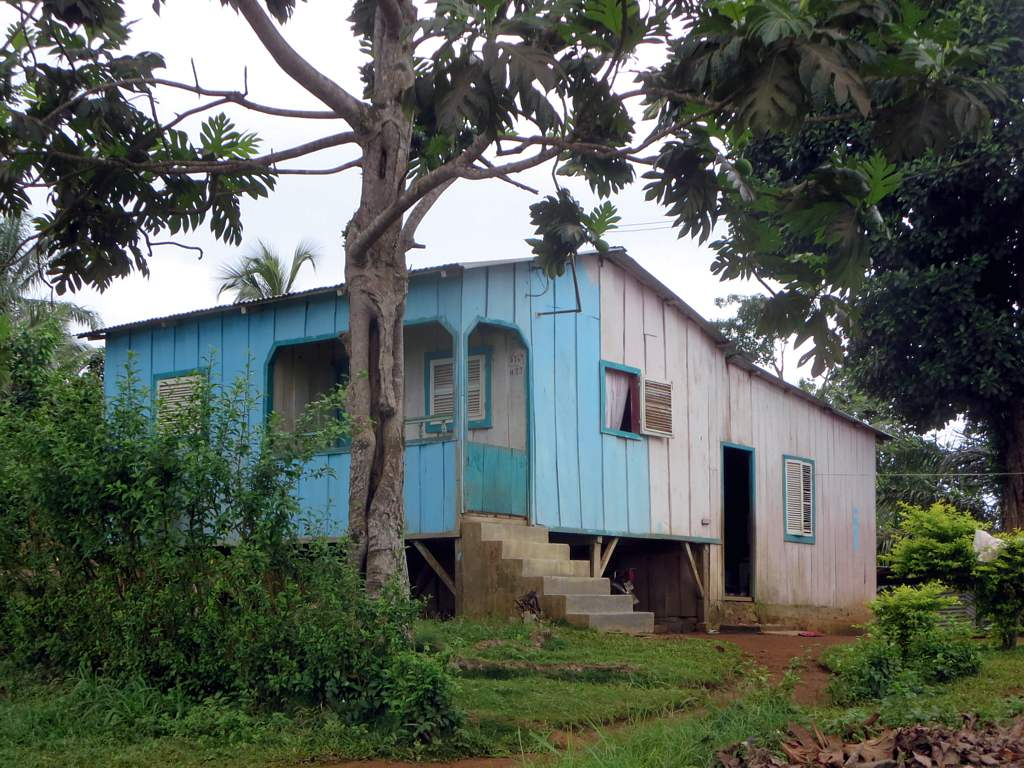
Maison en bois sur pilotis.
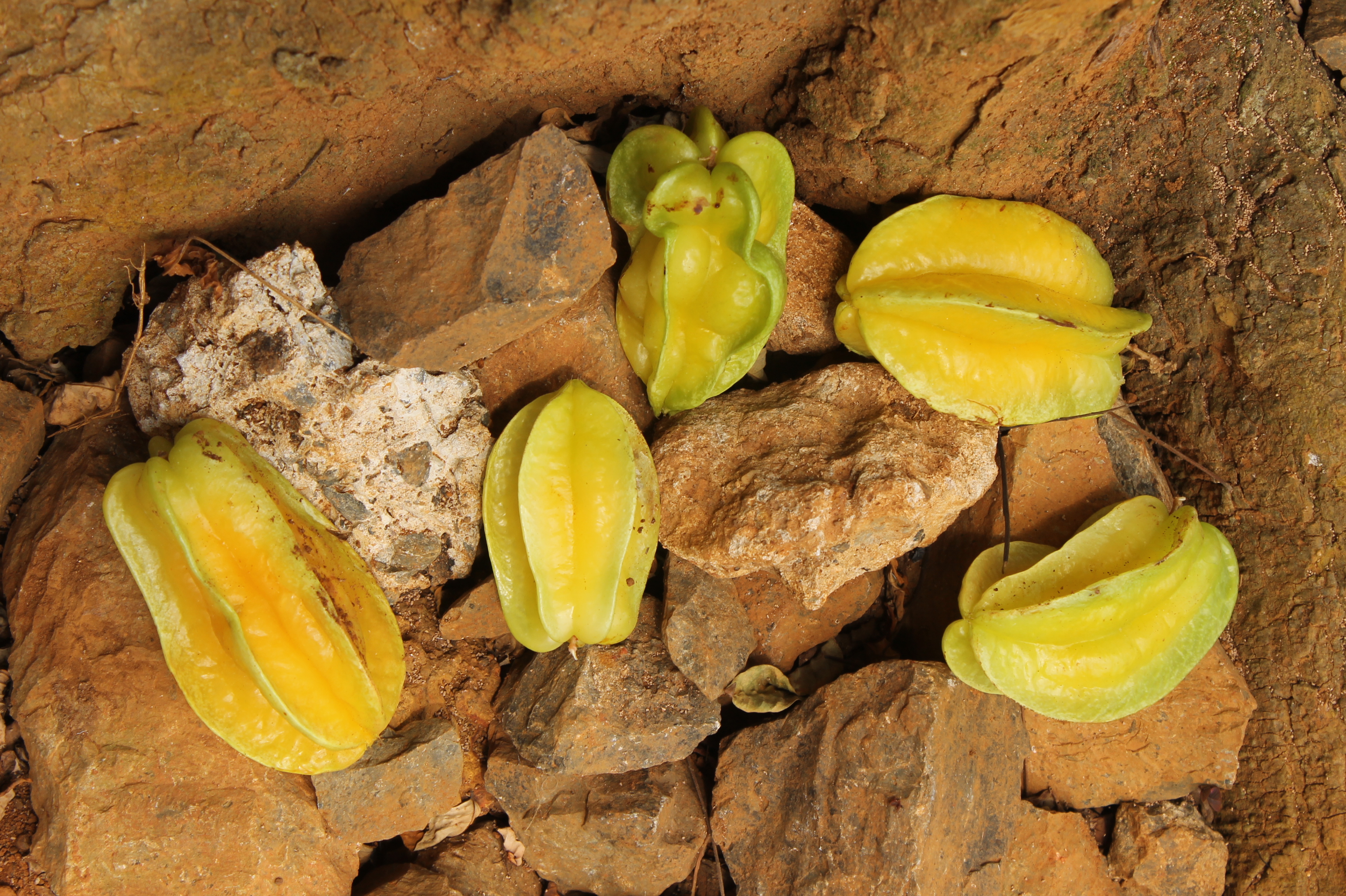
Fruits de carambolier.
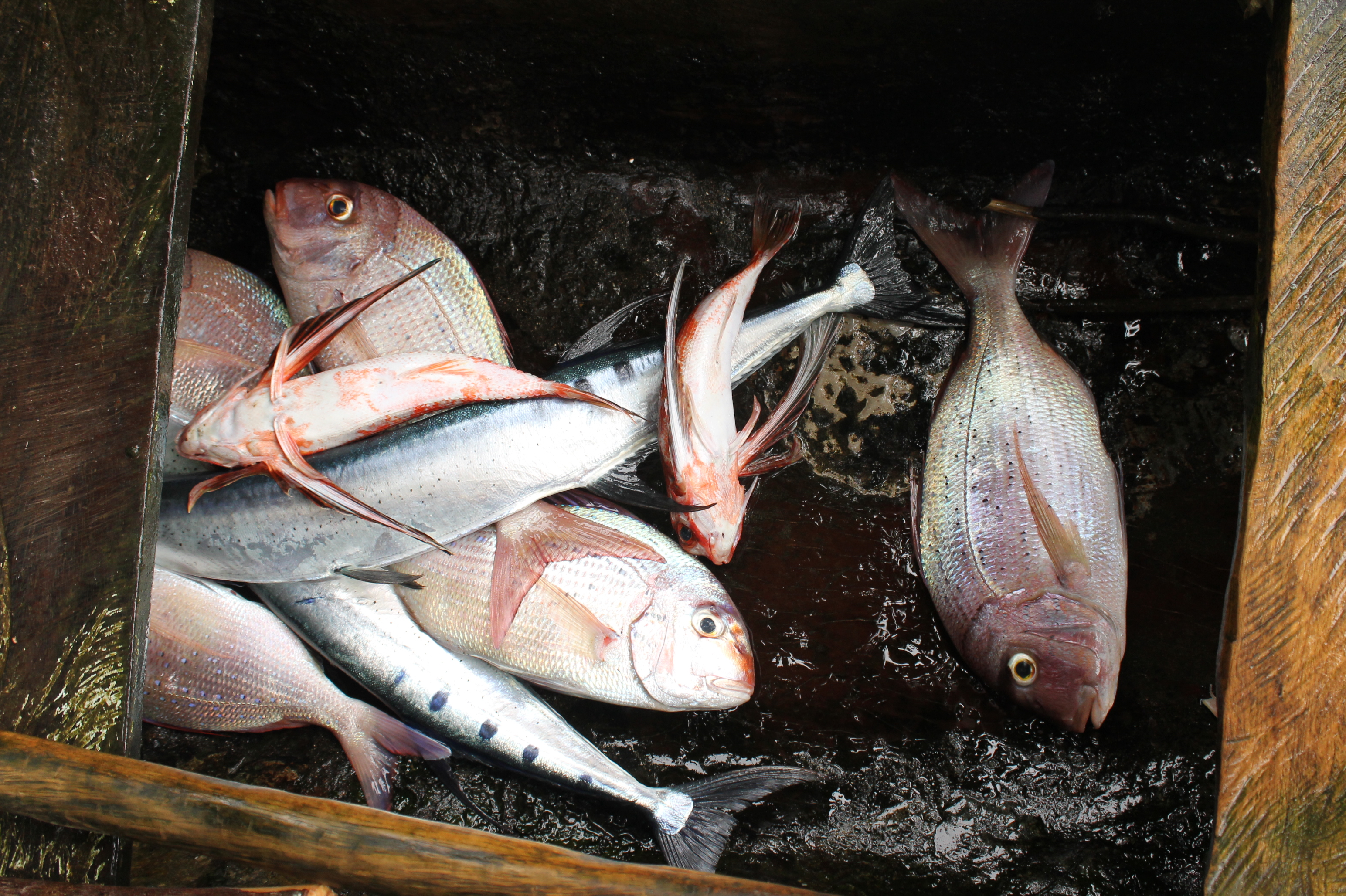
Pêche du jour.
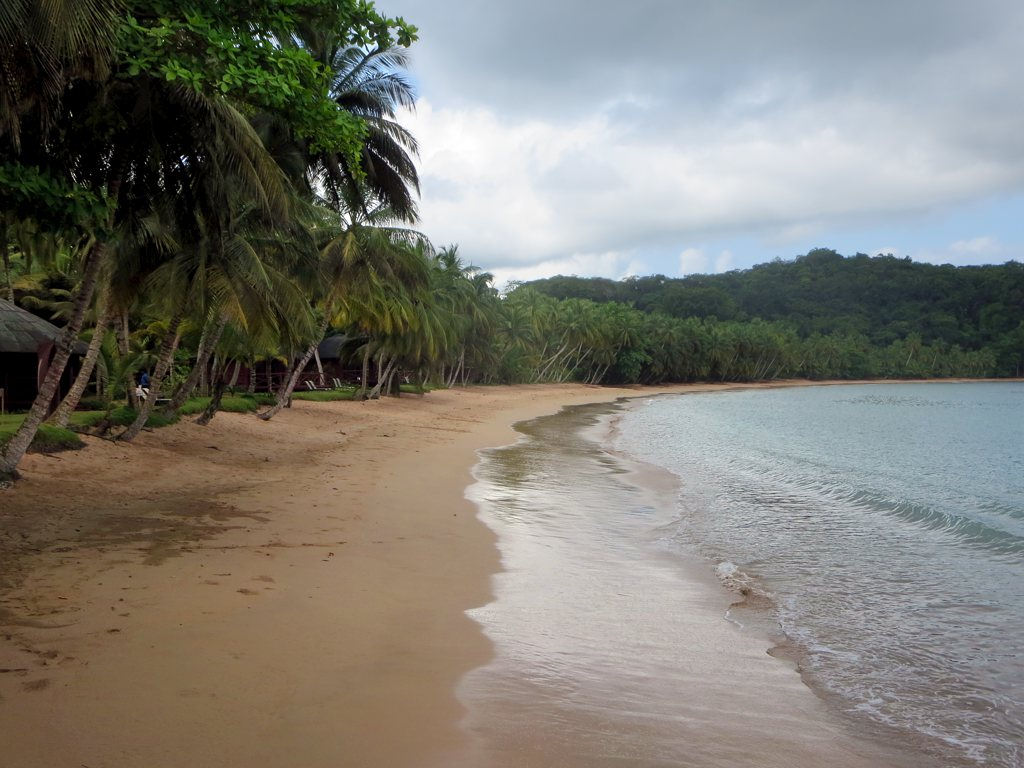
Plage à Bom Bom.